# Eternal...
「Eternal...」（エターナル）は、EXILEの11枚目のシングル。2003年11月12日にrhythm zoneから発売。

## 概要
前作「Choo Choo TRAIN」から1週間ぶりのシングル。4週連続リリースの第2弾。
メンバーのATSUSHIがシングルでは初の作詞を担当した。ジャケット写真はメンバーのMATSUがプロデュースした。
2014年3月12日発売のATSUSHIの2ndアルバム『Music』のボーナス・ディスクにてセルフカバーされている。

## 収録曲
1. Eternal... [5:31]
作詞：ATSUSHI / 作曲：山口寛雄 / 編曲：h-wonder
  - ニベアボディ「スキンミルク」CMソング
2. Eternal...（Acoustic version） [3:40]
編曲：岩戸崇
3. Eternal...（Instrumental）

## 収録アルバム
- EXILE ENTERTAINMENT（#1）
- PERFECT BEST
  - SELECT BEST（#1）